# Saint-Béron
Saint-Béron – miejscowość i gmina we Francji, w regionie Owernia-Rodan-Alpy, w departamencie Sabaudia.
Według danych na rok 1990 gminę zamieszkiwało 1198 osób, a gęstość zaludnienia wynosiła 138 osób/km² (wśród 2880 gmin regionu Rodan-Alpy Saint-Béron plasuje się na 686. miejscu pod względem liczby ludności, natomiast pod względem powierzchni na miejscu 1227.).